# Estació de Montblanc
Montblanc és una estació de ferrocarril propietat d'adif situada a l'est de la població de Montblanc,  a la comarca catalana de la Conca de Barberà. L'estació es troba a la línia Tarragona-Reus-Lleida i hi tenen parada trens de les línies R13 i R14 dels serveis regionals de Rodalies de Catalunya, operat per Renfe Operadora.
Aquesta estació es va posar en funcionament l'any 1863 quan va entrar en servei el tram construït per la Companyia del Ferrocarril de Reus a Montblanc (posteriorment LRT) entre Reus (1856) i Montblanc.
L'any 2016 va registrar l'entrada de 26.000 passatgers.

## Serveis ferroviaris
| Serveis regionals de Rodalies de Catalunya |                       |       |                                |                                                          |
| Procedència/Destinació                     | <                     | Línia | >                              | Procedència/Destinació                                   |
| Lleida Pirineus                            | L'Espluga de Francolí |       | Vilaverd La Plana-Picamoixons¹ | Barcelona-Estació de França Barcelona-Sant Andreu Comtal |
| Lleida Pirineus                            | L'Espluga de Francolí |       | Vilaverd La Plana-Picamoixons¹ | Barcelona-Estació de França Barcelona-Sant Andreu Comtal |

1. Alguns regionals no efectuen parada ni a Vilaverd ni a La Riba. La següent o anterior estació és La Plana - Picamoixons.

## Vegeu també

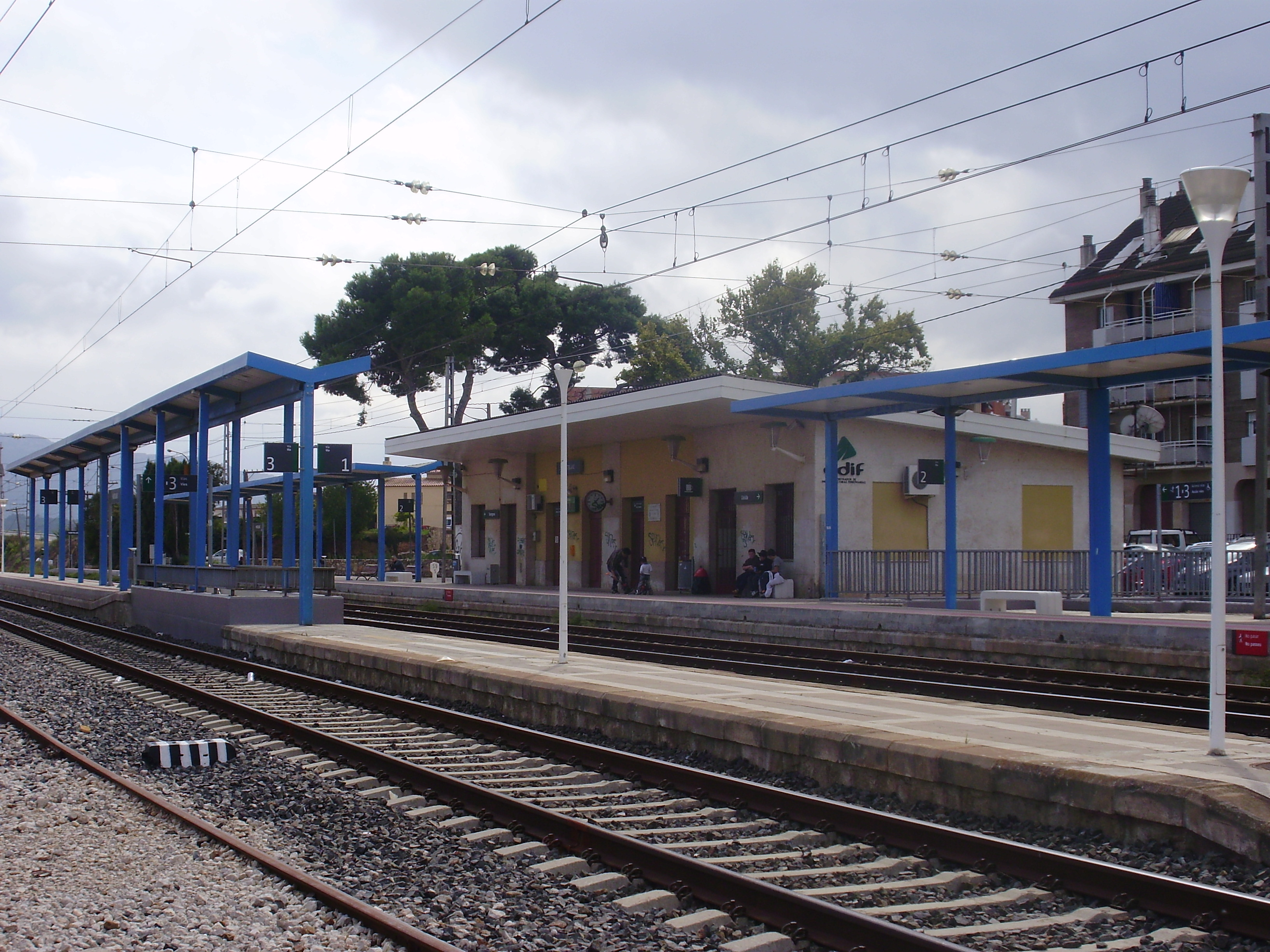